# Crinia tinnula
Espèce
Statut de conservation UICN

 VU B2ab(ii,iii,iv,v) : Vulnérable
Crinia tinnula est une espèce d'amphibiens de la famille des Myobatrachidae.

## Répartition

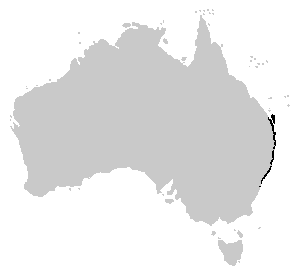
Aire de répartition de l'espèce Crinia tinnula.

Cette espèce est endémique de la côte Est de l'Australie. Elle appartient à un écosystème particulier d'Australie : le Wallum (aussi appelé pays Wallum). Elle se rencontre dans les régions côtières du Sud-Est du Queensland.

## Description
Crinia tinnula mesure jusqu'à 30 mm. Elle ressemble à Crinia signifera et ne s'en distingue physiquement que par une rayure blanche sur la gorge ; par ailleurs son chant est différent. Son dos varie du gris au brun et est généralement lisse. Son ventre est légèrement marbré de blanc et noir.

## Publication originale
- Straughan & Main, 1966 : Speciation and polymorphism in the genus Crinia Tschudi (Anura, Leptodactylidae) in Queensland. Proceedings of the Royal Society of Queensland, vol. 78, p. 11-78.